# Rathlin O'Birne Island SAC
Rathlin O'Birne Island SAC este o arie protejată (arie specială de conservare — SAC, sit de importanță comunitară — SCI) din Irlanda întinsă pe o suprafață de 797,72 ha, integral pe uscat.

## Localizare
Centrul sitului Rathlin O'Birne Island SAC este situat la coordonatele 54°40′06″N 8°49′18″W / 54.668289°N 8.821721°V.

## Înființare
Situl Rathlin O'Birne Island SAC a fost declarat sit de importanță comunitară în ianuarie 2002 pentru a proteja 4 specii de animale. Situl a fost protejat și ca arie specială de conservare în octombrie 2017.

## Biodiversitate
Situată în ecoregiunea atlantică, aria protejată conține 1 habitat natural: Recifuri.
La baza desemnării sitului se află mai multe specii protejate de  păsări (4): Branta leucopsis, Hydrobates pelagicus, pescăruș negricios (Larus fuscus), Oceanodroma leucorhoa.
Pe lângă speciile protejate, pe teritoriul sitului au mai fost identificate 2 specii de plante, 4 specii de păsări, 11 specii de nevertebrate.